# August Eckhardt
August Ottomar Eckhardt, auch August Eckehardt (* 20. April 1868 in Riga, Gouvernement Livland, Russisches Kaiserreich; † 22. Mai 1919 in Riga, Republik Lettland) war ein deutsch-baltischer Geistlicher. Er gilt als evangelischer Märtyrer und ist auf dem Rigaer Märtyrerstein verzeichnet.

## Leben

### Jugend und Ausbildung
August Eckhardts Vater Robert Eckhardt, der Sekretär am livländischen statistischen Komitee war, verstarb früh. Seine Mutter war gebildet und sehr religiös aber mittellos. August Eckhardt ging bis 1879 auf die Walissche Privatschule, von 1880 bis 1885 dann auf das Rigaer Gouvernementsgymnasium, wo er die Abiturprüfung im Dezember 1885 mit Note 2 bestand, ebenso wie Oskar Schabert. Dank der Hilfe von Verwandten konnte er von 1886 bis 1891 an der Kaiserlichen Universität Dorpat Theologie studieren. Vom 12. Februar bis zum 8. April 1888 war er Mitglied des Theologischen Vereins Dorpat. Ferner gehörte er der Fraternitas Rigensis an. Eckhardt bestand 1891 die Prüfungen vor dem Konsistorium in Riga und wurde am 13. Dezember 1892, dem 3. Advent, nach seinem praktischen Jahr, das er von 1891 bis 1892 bei Pastor Pohrt in Rodenpois in Livland absolviert hatte, in der Rigaer Jakobikirche vom Generalsuperintendenten Friedrich Hollmann zum Pastor-Adjunkt in Sunzel ordiniert. Seine Vikariatszeit in Sunzel dauerte von 1892 bis 1893.

### Am Dom zu Riga
Am Sonntag, dem 30. Maijul. / 11. Juni 1893greg. um 14 Uhr, wurde August Eckhardt als Nachmittagsprediger am Dom zu Riga eingeführt. Außerdem war er Religionslehrer an der Stadt-Realschule. Am 11. Februar 1894 wurde er in die literärisch-praktische Bürgerverbindung aufgenommen. Am 22. April 1894 heiratete er Antonie Julie Heyer. Am 12. Oktober 1894 folgte seine Aufnahme in die Gesellschaft für Geschichte und Alterthumskunde der Ostseeprovinzen Rußlands.
1897 regte er die Gründung einer christlichen „Herberge zur Heimath“ für wandernde Arbeiter und Arbeitslose in Riga an. Am 20. Oktober 1898 hielt er einen Vortrag zu diesem Thema, der in den Rigaer Stadtblättern veröffentlicht wurde. Von 1898 bis 1903 war er Präses des Jünglingsvereins.
Am 18. Oktober 1905 hielt er unter dem Eindruck der Russischen Revolution von 1905 im Dom die Reformationspredigt „Reformation – nicht Revolution unsere Losung“. Diese Predigt wurde im November veröffentlicht. (Siehe Kapitel „Werke“.) Der Ertrag war für die Unterstützungskasse bestimmt. 1906 wurde er Pastor am Dom zu Riga. Große Worte lagen ihm nicht, er füllte sein Amt aber mit Überzeugung aus. Eckhardt konnte eher als Seelsorger denn als Prediger gelten. Er hatte den Ruf der Friedfertigkeit, er soll nie jemanden mit Worten verletzt haben. Eckhardt galt aber als entschieden. Seine theologische Einstellung war liberal, er galt aber als tief religiös. Er richtete sich nicht nach der Mode. Das Wohl seiner Gemeinde stand für ihn im Mittelpunkt. Eckhardt kümmerte sich um die zahlreichen Armen und tröstete die Traurigen.
Am Montag, dem 27. Märzjul. / 9. April 1906greg., hielt er einen Vortrag über „Christentum und Kirche“.
Am 12. Dezember 1906 wurde er in den inneren Kreis der literärisch-praktischen Bürgerverbindung gewählt.
1907 wurde er Herausgeber des Rigaschen Kirchenblattes. Am 7. Februar 1907 wurden die Vorträge für den Verein „Bethabara“ wiederaufgenommen. Den ersten Vortrag unter dem Titel „Unter der Flagge der Toleranz“ hielt Eckhardt.
Im Dezember 1908 rief er zur Teilnahme an Weihnachtskrankenfahrten auf. Am 12. Dezember 1908 wurde er in den inneren Kreis der literärisch-praktischen Bürgerverbindung wiedergewählt, ebenso wie am 14. Dezember 1910.
Am 12. September 1913 gab Eckhardt sein Amt als Herausgeber und Redakteur des Rigaschen Kirchenblattes auf. Sein Rücktritt war darauf zurückzuführen, dass er zum Apostolischen Glaubensbekenntnis andere Ansichten vertrat als die Mehrheit der Pastorenschaft des Rigaschen Sprengels, die Eigentümerin des Blattes war. Die Pastoren Erhard Doebler und Karl Keller wurden seine Nachfolger als vorläufige Redakteure.

### Propst in einer Krisenzeit
Zur Zeit des Lettischen Unabhängigkeitskrieges, während der Besetzung durch die Bolschewiki, verlor die Rigaer Pastorenschaft ihre Führung. Am Morgen des 3. Januar 1919, noch im Dunkeln, versammelten sich die lettischen und deutschen Pastoren und wählten August Eckhardt zum Propst. Während des Versammlungsverbots trafen sich die Pastoren heimlich bei Eckhardt. Seine Meinung hatte Gewicht bei diesen Treffen. Seine Position zu der Frage, ob die Pastoren in dieser Zeit bei ihren Gemeinden bleiben oder fliehen sollten, war klar:

„Ich als Pastor halte das Bleiben für meine Pflicht und Schuldigkeit. Aus Riga kann doch nur ein verschwindend kleiner Teil sich retten, was soll aus den andern werden, wenn alle die, welche ihnen noch Führer und Halt sein könnten, das Hasenpanier ergreifen. Ich hoffe, dass Gott mir die Kraft geben wird, nichts zu unternehmen, dessentwegen ich vor den Meinen oder meiner Gemeinde erröten müßte.“

Seine Gebetsanliegen sang Eckhardt: 
Schenk mir ein Auge hoffnungshelle

trotz allem Dunkel dieser Zeit;

lass stehn mich an des Himmels Schwelle:

Ein Zeuge deiner Herrlichkeit!

### Schriftliche Abschiedsworte
Für seine Gemeinde verfasste August Eckhardt ein Abschiedswort, weil er vermutete, dass er verhaftet werden könnte, ohne vorher Abschied nehmen zu können. Es wurde später, bei seiner Leichenpredigt, verlesen. Der Text kann in Oskar Schaberts Baltischem Märtyrerbuch (siehe unter „Literatur“) nachgelesen werden: 
Er bedankte sich darin für das Vertrauen seiner Gemeinde und gab seine mangelnde Eloquenz zu. Er freute sich, dass für seine Gemeinde sein Pflichtgefühl und nicht seine, wie er meinte, mangelnden Begabungen im Mittelpunkt standen, obwohl es sich um eine Großstadtgemeinde handelte. Er ermahnte die Gemeinde, Gott in der schweren Zeit nicht zu verlassen, sondern sich in dessen Arme zu flüchten. Für sich selbst drückte er seine Hoffnung aus, nicht schwach zu werden, wenn er festgenommen oder getötet werden sollte, sondern den Mut der ersten Märtyrer zu beweisen. Auch die Gemeinde solle sich klar zu Gott bekennen. Die Bereitschaft aller zum Martyrium sei für die Gemeinde die einzige Hoffnung, aus ihrer üblen Situation herauszukommen. In einem Schlüsselsatz formulierte er mit einer Anspielung auf die Worte Christi vom Salz der Erde (vergleiche Mt 5,13 ):

„Es kann nicht besser werden, solange die, welche sich Christen nennen, so entsetzlich nachgiebig sind und sich jeder Richtung beugen, die etwas rücksichtsloser ihre Ziele verfolgt. Wir wollen auch eine christliche Rücksichtslosigkeit dem entgegensetzen, - sonst wird das Christentum wie ein dumm gewordenes Salz von den Leuten zertreten.“

Abschließend drückte er seine Hoffnung aus, möglichst viele seiner Gemeindeglieder vor dem Thron Gottes als mutige Bekenner in schwerster Zeit wiederzusehen.

### Verhaftung
Am Sonntag, dem 6. April, wurde August Eckhardt von Bolschewiki verhaftet. Über die Ereignisse liegt ein Augenzeugenbericht vor: 
Eckhardt hielt gerade die Eingangsliturgie des Gottesdienstes im Dom. Als das Tageslied beendet war, blieb die Kanzel noch minutenlang leer, was die Gemeinde beunruhigte. Es herrschte vollkommene Stille. Schließlich eilte Eckhardt auf die Kanzel und teilte seine Verhaftung mit. Er forderte die Gemeinde nachdrücklich auf, Ruhe zu halten und die Versammlung aufzulösen. Er sagte, Gott werde ihn schützen und bat die Gemeinde, sich weiter um die Armen zu kümmern, da er dies nicht mehr könne. Schließlich betete er, segnete die Gemeinde, verließ die Kanzel und ging zur Sakristei. Die Gemeinde blieb unbewegt sitzen. Dann begann eine Frau, Ein feste Burg ist unser Gott zu singen. Von diesem Lied begleitet, wurde der Propst durch das Seitenschiff von Bewaffneten abgeführt.

### Haft
August Eckhardt wurde außerhalb der Stadt in einer großen Zelle im Rigaer Zentralgefängnis inhaftiert, in der auch die Pastoren Erhard Doebler, Alfred Geist, Hermann Bergengruen, Theodor Hoffmann und Eberhard Savary festgehalten wurden. Hier waren alle Geiseln der Bolschewiki inhaftiert. Auch im Gefängnis war Eckhardt seiner Umgebung ein guter Seelsorger. Einige Zettel, die er in der Haft geschrieben hatte, sind erhalten geblieben. So schrieb er:

„Wie schön, dass man einen Gott hat, der vor Kerkermauern nicht halt macht. Auch im Gefängnis lässt man sich die Zuversicht der Auferstehung und des ewigen Lebens nicht nehmen.“

Und am 22. April 1919:

„Man muss auf alles gefasst sein. Überall bleiben wir doch in Gottes Hand. Wir wollen aufrecht bleiben. Allen, allen ein auf Wiedersehen, wenn nicht hier, dann droben!“

Von der Nebenzelle aus, in der die Frauen untergebracht waren, hörten Eckhardt und die anderen Gefangenen Marion von Klot abends das Lied „Weiß ich den Weg auch nicht, du weißt ihn wohl“ singen. Für den 1. Mai erwarteten die Gefangenen eine Amnestie, die aber ausblieb. Sie waren zwischen Hoffnung und Schicksalsergebenheit hin- und hergerissen.
Am 7. Mai war Eckhardts silberner Hochzeitstag. Seine Mitgefangenen bemühten sich, den Tag für ihn zu einem Feiertag zu machen. Dies gilt als das letzte angenehme Erlebnis, das er in diesem Leben hatte.
Am 10. Mai schrieb Doebler in einem seiner Briefe, dass nun in allen Zellen täglich Morgen- und Abendandachten stattfänden. 

### Hinrichtung
Am 22. Mai stand das Gefängnis kurz vor der Erstürmung durch einen Stoßtrupp der Baltischen Landeswehr, wovon die Gefangenen nichts wussten. Kurz vor dem Rückzug der Bolschewiki aus Riga traten die Kommissare schwer bewaffnet in die Zelle und verboten jede Bewegung und jedes Wort. Dann wurden einige Adelige hinausgeführt. Die Eisentür wurde wieder geschlossen. August Eckhardt brach die von den Bolschewiki angeordnete Stille mit einem lauten Gebet für die Hinausgeführten. Das Gebet war für Eckhardt zeitlebens eine Quelle der Stärke. Noch bevor er zu Ende gebetet hatte, wurde die Tür wieder geöffnet, zuletzt konnte er noch dichten:
Ja, Herr, ich will es wirklich, - will

als rechter Christ mich zeigen,

du aber wirst dich göttlich still

zu meinem Wollen neigen.
Nun mussten einige Pastoren heraustreten, darunter Eckhardt, Bergengruen, Doebler, Hoffmann und Savary. Eckhardt und 32 Mitgefangene (siehe die untenstehende Liste) wurden in geordnetem Zug durch die langen Korridore unter schwerer Bewachung auf den Gefängnishof geführt. Dort hatten Soldaten der Roten Armee, welche die Wachmannschaft bildeten, Aufstellung genommen, und erschossen nun alle Hinausgeführten. 
Sofort danach flohen die Soldaten und Kommissare. Wenig später bahnte ein Panzerwagen der Landeswehr sich den Weg zum Gefängnis; die Verwandten der Gefangenen folgten ihm in den Hof. Sie waren erschüttert von dem Anblick, der sich ihnen bot.
Für seine Beerdigung hatte sich August Eckhardt Ps 16,6  ausgesucht: „Das Los ist mir gefallen aufs Liebliche. Mir ist ein schöner Erbteil geworden!“

## Werke
- Wo findet die Seele die Heimat, die Ruh’? Evangelische Parabeln und Gedichte von Alexander Haken, weil. Pastor zu Tambow und Rjasan. Gesammelt von August Eckhardt, Jonck und Poliewsky, Riga 1898[21]
- Magister Herman Samson[22][23][24]
- Reformation – nicht Revolution unsere Losung, Predigt vom 18. Oktober 1905, Jonck und Poliewsky, Riga 1905[25][26]
- Ein Abschiedswort Pastor August Eckhardts an seine Gemeinde, R. Ruetz, Riga 1919, idn 579324885 in der Deutschen Nationalbibliothek (mit falscher Autorenzuordnung)